# Stazione di Fabriano Cà Maiano
La stazione di Fabriano Cà Maiano è una fermata ferroviaria posta lungo la ferrovia Urbino-Fabriano a servizio di Cà Maiano, frazione di Fabriano.

## Storia
La fermata venne inaugurata il 29 maggio 1983.

## Movimento
Il 13 novembre 2013 la ferrovia venne chiusa al servizio viaggiatori a causa di piccolo dilavamento di massicciata, avvenuto nei pressi della fermata di Monterosso Marche.